# Prélude et fugue en sol mineur (BWV 885)
Le Clavier bien tempéré II
Pour un article plus général, voir Le Clavier bien tempéré.
Le prélude et fugue en sol mineur, BWV 885 est le seizième prélude et fugue du second livre du Clavier bien tempéré de Jean-Sébastien Bach, compilé de 1739 à 1744.
Le prélude au tempo modéré, grave et sombre, saturées de dissonances, introduit une grande fugue à quatre voix dont le sujet sonne comme une accusation véhémente. Le compositeur fait une nouvelle démonstration de contrepoint, notamment en exploitant le procédé de la strette.

## Prélude
Le prélude, noté  de 21 mesures.
L'indication Largo posée en début de partition, par Bach lui-même, indique bien la lenteur avec laquelle se joue ce prélude grave et sombre. Il se développe à quatre voix saturées de dissonances, axé sur des rythmes pointés, le tout évoquant un style organistique. Il semble que les rythmes pointées aient été rajoutés après, tout comme l'indication de mouvement.

## Fugue
La fugue à quatre voix, est notée 
 et totalise 84 mesures. Après six fugues à trois voix, Bach insère, comme l'est son prélude, une fugue à quatre voix, du plus grand style.
Le sujet, archaïque, ramassé sur une sixte, est « déclamé à pleine voix : on croit entendre une accusation » proférée contre quelqu'un, les sept notes répétées avec force, comme des coups de poing sur la table, sont inhabituelles. On peut y entendre l’altercation entre plusieurs interlocuteurs, comme le démontrent les crochets de l'exemple. La répétition des croches faisant figure d'obsession. La première note isolée, est comparable au sujet de la fugue en la majeur du premier livre.

Le contre-sujet est également véhément et combatif d'abord, mais retombe dans le grave, puis se répète. Ces deux éléments thématiques ont besoin d'espace pour révéler leur mesure — parfois cette pièce est qualifiée de double-fugue (Marpurg). Bach n'exploite pas les imitations canoniques (cependant une strette à quatre voix concerne le contre-sujet aux mesures 75–76) et réduit à l'extrême les divertissements, puisque le sujet est presque constamment présent. En revanche, il redouble le sujet et le contre-sujet de tierces et de sixtes (procédé également croisé dans la fugue en si-bémol mineur), aux mesures 37, puis 51 et 59. Cette utilisation des tierces et sixtes, « détruisent le véritable esprit contrapuntique » selon les règles de la fugue d'école. Mais Bach voulait écrire un passage en tierces pour son riche effet harmonique. Le sujet entrant en tierce (mesures 45–66) dite « entrée jumelées », est rare dans l'œuvre antérieure de Bach. L'apogée de ce procédé, se produit (mesures 62–65) dans l'un des crescendos les plus palpitants de la musique pour clavier de Bach.
L'exposition ne prend fin qu'à la 26e mesure, en raison de l'entrée supplémentaire du ténor (mesure 20). Le second groupe d'entrée (mesure 28), convie trois voix : alto, soprano, basse. Le ténor ne réapparaît qu'avec le troisième groupe (mesure 45) où le soprano est à la tierce, redoublant la force expressive du sujet. Une première césure mesure 67, mêle le sujet et le contre-sujet à la dixième. Une seconde (mesure 73–74), fausse conclusion, qui mène la coda, où conclut la tierce majeur sonnant en dernier au ténor. 
Hermann Keller désigne l'orgue comme le seul instrument à clavier capable de soutenir la tension, la puissance expressive qui traverse l'œuvre de bout en bout, sans relâche, même lors de deux césures évoquées plus haut. Cette difficulté est commune avec la fugue en la mineur du premier livre, où règne la même atmosphère emphatique, mettant l'accent sur une « démonstration de contrepoint ».

## Relations
Le contre-sujet est présent dans le prélude, à la basse (mesure 14).

## Manuscrits
Parmi les sources, les manuscrits considérés comme les plus importants sont de la main de Bach lui-même ou d'Anna Magdalena. Ils sont :
- source « A », British Library Londres (Add. MS. 35 021), compilé dans les années 1739–1742[12]. Comprend 21 paires de préludes et fugues : il manque  ut  mineur, ré majeur et fa mineur (4, 5 et 12), perdues[12] ;
- source « B », Bibliothèque d'État de Berlin (P 430), copie datée de 1744, de Johann Christoph Altnikol[13].

## Postérité
Emmanuel Alois Förster (1748–1823) a réalisé un arrangement pour quatuor à cordes de la fugue, interprété notamment par le Quatuor Emerson.
Théodore Dubois en a réalisé une version pour piano à quatre mains, publiée en 1914.
En vue de reconstituer un concerto a quatro, fondé sur le Prélude et fugue en mi mineur « Grand », BWV 548 (inspiré du triple concerto BWV 1044 — lui-même ayant connu un état sous la forme bien moins connue d'un Prélude et fugue en la mineur, BWV 894), un ensemble de musique baroque composé de Michael Form (flûte à bec et reconstruction de la partition), Marie Rouquié (violon), Étienne Floutier (basse de viole) et Dirk Börner (clavecin) a utilisé le prélude en sol mineur pour en faire le mouvement lent central. Le disque, intitulé Spéculation sur Bach, enregistré en juin 2017, est publié chez Pan Classics (PC 10384). Le prélude en fa mineur est également utilisé pour une autre œuvre.
Reinhard Huuck en a réalisé un arrangement pour quatuor de saxophone, enregistré pour la première fois par l'ensemble Ferio, pour le label Chandos (2018, CHAN 10999), avec le prélude et fugue BWV 857.
L'ensemble D!ssonanti (anciennement appelés l'Accademia dei Dissonanti), interprète l'arrangement de Sébastien Marq pour ensemble (flûte à bec, cordes, hautbois, basson, contrebasse), enregistré en 2023 (Incise INC006).